# Bradyrhizobium lablabi
Bradyrhizobium lablabi (лат.) — грамотрицательная аэробная неспорообразующая бактерия из рода Bradyrhizobium, выделенная из Lablab purpureus в провинции Аньхой, Китай. Типовые штаммы: CCBAU 23086, HAMBI 3052, LMG 25572.